# Scipion du Goutier
Scipion du Goutier, född 29 april 2006, är en fransk varmblodig travhäst. Han tränades av Franck Leblanc och kördes och reds av Franck Nivard.
Scipion du Goutier började tävla i januari 2009 och inledde med en galopp. Han sprang under sin karriär in 1 miljon euro på 25 starter, varav 10 segrar, 2 andraplatser och 1 tredjeplats. Han tog karriärens största segrar i Prix des Élites (2009) och Prix des Centaures (2010, 2011).
Han vann även Prix Édouard Marcillac (2009), Prix d'Essai (2009), Prix de Basly (2009), Prix de Vincennes (2009), Prix Camille de Wazières (2010), Prix du Président de la République (2010). Han kom även på andraplats i Saint–Léger des Trotteurs (2009), Prix de Croix (2011) och på tredjeplats i Prix de Cornulier (2011).

## Statistik
| Statistik för Scipion du Goutier (Ref.) | Statistik för Scipion du Goutier (Ref.) | Statistik för Scipion du Goutier (Ref.) | Statistik för Scipion du Goutier (Ref.) | Statistik för Scipion du Goutier (Ref.) | Statistik för Scipion du Goutier (Ref.) |
| --------------------------------------- | --------------------------------------- | --------------------------------------- | --------------------------------------- | --------------------------------------- | --------------------------------------- |
| Starter                                 | Placeringar                             | Startprissumma                          | Segerprocent                            | Platsprocent                            | Rekord                                  |
| 25                                      | 10-2-1                                  | 1 062 100 euro                          | 40 %                                    | 52 %                                    | 1.11,9ak,                               |

### Större segrar
| År   | Lopp                               | Kusk            | Vinstbelopp | Grupp   |
| ---- | ---------------------------------- | --------------- | ----------- | ------- |
| 2009 | Prix Édouard Marcillac             | Franck Nivard   | 55 000 EUR  | Grupp 2 |
| 2009 | Prix d'Essai                       | Franck Nivard   | 100 000 EUR | Grupp 1 |
| 2009 | Prix de Basly                      | Anthony Barrier | 55 000 EUR  | Grupp 2 |
| 2009 | Prix des Élites                    | Franck Nivard   | 120 000 EUR | Grupp 1 |
| 2009 | Prix de Vincennes                  | Franck Nivard   | 120 000 EUR | Grupp 1 |
| 2010 | Prix Camille de Wazières           | Franck Nivard   | 55 000 EUR  | Grupp 2 |
| 2010 | Prix des Centaures                 | Franck Nivard   | 120 000 EUR | Grupp 1 |
| 2010 | Prix du Président de la République | Franck Nivard   | 120 000 EUR | Grupp 1 |
| 2010 | Prix des Centaures                 | Franck Nivard   | 120 000 EUR | Grupp 1 |